# Samsung Electronics
Pour les autres sujets connus sous le nom abrégé de Samsung, voir Samsung.
Samsung Electronics (coréen : 삼성전자) est une entreprise sud-coréenne spécialisée dans la fabrication de produits électroniques. C'est une filiale à 100 % du Groupe Samsung, l'un des principaux chaebols coréens. En 2023, elle emploie 270 372 personnes et est la troisième plus importante société technologique dans le monde quant au chiffre d'affaires, derrière Apple et Alphabet, avec un volume d'activité de 234 129 millions de dollars, d'après le classement Fortune Global 500.
Samsung a longtemps été un fabricant majeur de composants électroniques tels que des batteries lithium-ion, semi-conducteurs, circuits intégrés, mémoire flash et disques durs pour des clients tels que Apple, Sony, HTC et Nokia,. Ces dernières années, l'entreprise s'est diversifiée dans le domaine de l'électronique grand public. C'est aujourd'hui le premier vendeur de téléphones mobiles et smartphones, notamment grâce à la popularité de ses modèles Samsung Galaxy. L'entreprise est également premier vendeur de tablettes en Europe, légèrement devant Apple depuis 2017 et deuxième dans le monde, et est un gros fabricant de tablettes avec la série d'appareils Samsung Galaxy Note. C'est le premier fabricant au monde d'écrans LCD depuis 2002 ainsi que premier fabricant d'écran OLED avec 93,3 % de parts de marché en 2018, notamment grâce à Apple et Huawei. Depuis 2006, Samsung est le premier vendeur mondial de téléviseurs et de fours à micro-ondes. Enfin, Samsung est deuxième sur les ventes de montres connectées, avec 11,1 % des ventes au 1er trimestre 2019, derrière Apple à 35,8 %.
L'entreprise a créé Bada, arrêté par la suite à cause d'Android, mais codéveloppe Tizen, un nouveau système d'exploitation pour les smartphones particulièrement bas budget en Inde, mais aussi les Smart TV, les montres connectées ou encore l'électroménager connecté de la marque. Elle conçoit également des ordinateurs portables, des imprimantes laser, des fours à micro-ondes et des appareils photographiques, des baladeurs numériques, avec notamment la gamme Yepp, et bien d'autres équipements.
En 2019, Samsung dispose de 216 bureaux installés dans 74 pays.

## Histoire

### 1969 à 1987: les premières années
Samsung Electric Industries est créée en tant que filiale du Groupe Samsung en 1969 à Suwon, dans la banlieue sud de Séoul par le fondateur du groupe, Lee Byung-chul. L'objectif est de s'associer à des entreprises japonaises, comme Sanyo et Sumitomo et produire des appareils électroniques et électriques tels que des télévisions, calculatrices, réfrigérateurs, climatiseurs et machines à laver. En 1970, Samsung et l'entreprise japonaise NEC, trouvent un accord pour la fabrication d'électroménager et d'équipements audiovisuels en Corée. En 1974, le groupe s'étend dans le marché des semi-conducteurs en faisant l'acquisition de Korea Semiconductor, l'une des premières usines de fabrication de puces électroniques du pays à l'époque. L'acquisition de Korea Telecommunications, fabricant de commutateurs électroniques, est achevée au début des années 1980.
En 1981, Samsung Electric Industries atteint les dix millions de postes de télévision noir et blanc fabriqués. En février 1983, Lee Byung-chul fait une annonce plus tard surnommée la « déclaration de Tokyo », dans laquelle il déclare que Samsung se destine à devenir un vendeur de mémoire DRAM. L'année suivante, Samsung devient la troisième entreprise au monde à développer une mémoire DRAM de 64 kb, après le Japon et les États-Unis. En 1987, Lee Byung-chul meurt et c'est son fils, Lee Kun-hee, qui lui succède.

### 1988 à 1995: premiers produits grand public
En 1988, Samsung Electric Industries et Samsung Semiconductor & Communications fusionnent pour former Samsung Electronics. La même année, la marque sort son premier téléphone mobile analogique. Mais les ventes sont faibles et le marché des téléphones est dominé par Motorola (60 % de parts de marché contre 10 % pour Samsung). 
Lee Kun-hee décide alors de changer radicalement de stratégie : s'orienter vers des produits plus haut de gamme et avec un design plus soigné. En 1993 puis en 1994, les SH-700 et SH-770 sortent en adoptant cette nouvelle stratégie et augmentent de 51 % les ventes de la marque en seulement un an.
Porté par la puissance financière du groupe Samsung, Samsung Electronics investit dans l'innovation technologique, par exemple en s'associant avec Sony pour créer le premier écran à cristaux liquides (LCD), aujourd'hui utilisé dans un grand nombre de télévisions, de téléphones et d'écrans d'ordinateur.

### 1995 à 2008: fabrication des premiers composants
En 1995, Lee Kun-hee annonce un nouveau changement de stratégie. Il souhaite que la marque produise elle-même les composants qu'elle utilise et les vende aux autres constructeurs. Cette patiente intégration verticale finira par porter ses fruits à partir de la fin des les années 2000. Il souhaite aussi améliorer l'image de la marque, par exemple en devenant un sponsor majeur des jeux olympiques d'hiver de 1998 à Nagano.
En se concentrant sur l'innovation, Samsung a permis de nombreuses avancées technologiques, notamment dans le domaine de la mémoire présente dans la plupart des appareils électroniques de nos jours. Parmi ces découvertes, on peut citer la première DRAM 64 Mo en 1992, ou encore la première mémoire flash de 8 Go en 2004, que la société parvient à vendre à Apple l'année suivante.
En 2005, Samsung Electronics dépasse son concurrent japonais Sony pour la première fois pour devenir la vingtième plus grande et plus populaire entreprise mondiale. En 2007, Samsung Electronics devient le deuxième plus gros vendeur de téléphone au monde en dépassant Motorola pour la première fois.

### 2008 à aujourd'hui: produits grand public
En avril 2011, Samsung Electronics vend ses activités dans les disques durs à Seagate Technology, pour environ 1,4 milliard de dollars, payés pour moitié en liquidité et pour moitié en action Seagate.
En 2012, Kwon Oh-hyun est nommé au poste de directeur général, succédant à Choi Gee-sung.
En 2013, Samsung Electronics produit le processeur A7 équipant l'iPhone 5s. 
En novembre 2014, Samsung Electronics annonce la construction d'une usine de smartphone au Vietnam qui représenterait un investissement de trois milliards de dollars. Cette usine est planifiée pour être construite dans la province de Thái Nguyên, province où une autre usine de Samsung a ouvert en 2012, pour un investissement de deux milliards de dollars.
En décembre 2014, Samsung Electronics annonce la vente de sa filiale dans la fibre optique à Corning, une entreprise américaine spécialisée dans le verre, pour un montant indéterminé. Cette vente se déroule deux mois après la vente de sa filiale dans les LED.
À la suite de difficultés, Samsung Electronics annonce la suppression de dix mille postes en Corée du Sud soit près de dix pour cent de ses effectifs dans le pays. En Chine, où les ventes de smartphones sont encore plus difficiles que dans le reste du monde pour le fabricant coréen de smartphones, Samsung prévoit de licencier entre 9 % et 20 % de ses effectifs selon les sources.
En janvier 2016, Samsung Life annonce l'acquisition de la participation de 37,5 % de Samsung Electronics dans Samsung Card pour l'équivalent de 1,3 milliard de dollars.
En septembre 2016, HP annonce l'acquisition des activités imprimantes de Samsung pour 1,05 milliard de dollars. En octobre 2016, Samsung est condamné à une amende de 120 millions de dollars à Apple pour violation de brevets. En parallèle, Samsung est en difficulté à la suite des incidents intervenus sur le galaxy Note 7, qui l'a contraint à l'arrêt de sa commercialisation et à des rappels massifs.
En novembre 2016, Samsung acquiert pour huit milliards de dollars Harman, une entreprise américaine spécialisée dans les équipements audiovisuels intégrés aux automobiles,.
En septembre 2017, le vice-président de Samsung Electronics Lee Jae-yong est condamné à cinq ans de prison pour corruption, abus de bien sociaux, parjure et d'autres chefs d'accusation dans le scandale qui a entraîné la destitution de l'ex-présidente sud-coréenne Park Geun-hye. Quatre autres hauts responsables de Samsung ont également été condamnés. Un total de 8,9 milliards de wons (6,6 millions d'euros) avaient été versés pour acheter le soutien du gouvernement.
Des mandats d’arrêt sont délivrés en mai 2019 contre deux vice-présidents de Samsung Electronics pour fraudes.
Le président de Samsung Electronics, Lee Kun-hee, meurt le 25 octobre 2020. Son fils, le vice-président Lee Jae-yong, prend la direction de l'entreprise, qu'il assurait déjà effectivement depuis la crise cardiaque de son père en 2014.

## Activités
Samsung Electronics est présent sur plusieurs marchés, avec quatre divisions principales.

### Téléphonie mobile

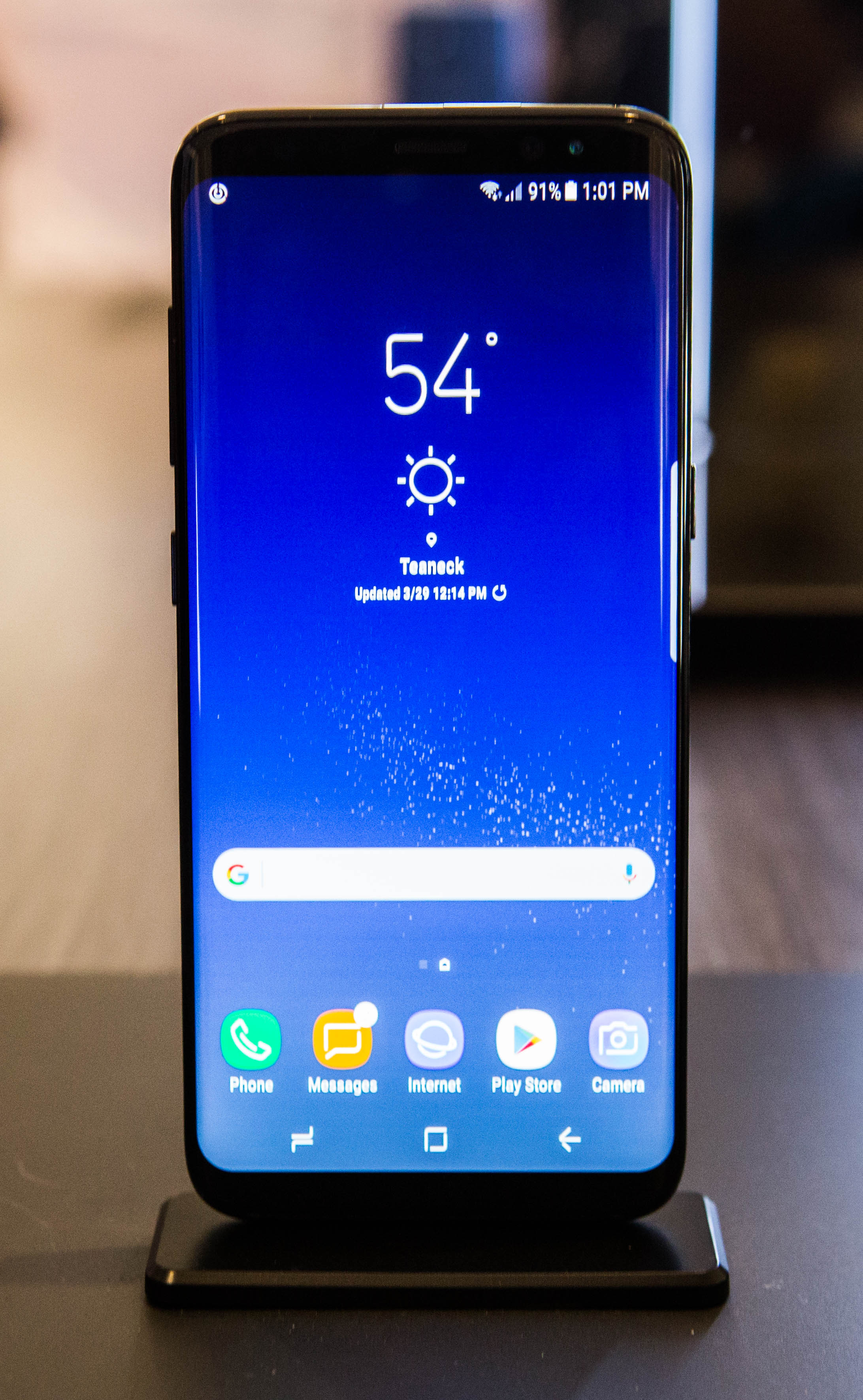
Un Samsung Galaxy S8 avec un écran borderless AMOLED de 5,8 pouces commercialisé à partir de 2017.

La division mobile est la plus connue de Samsung Electronics, et a rapporté 222,81 milliards de dollars en 2017, avec 462 millions de téléphones vendus. Depuis 2011, elle se classe numéro un mondial en nombre de ventes de téléphones, devant Apple, Huawei, Xiaomi ou encore Nokia, notamment grâce à ses gammes Galaxy S, Galaxy A et Galaxy Note.
En 2014, Samsung connait une baisse de dix points de ses parts de marché et se fait provisoirement dépasser par Apple durant le quatrième trimestre. En 2018, la montée en puissance de Huawei (numéro deux mondial depuis 2018) aurait pu faire descendre Samsung de sa première place, mais les accusations d'espionnage des États-Unis et l'interdiction d'utiliser Android ont fragilisé la marque chinoise, et ont même permis à Samsung de récupérer son avance.
Parallèlement, Samsung Mobile est aussi présent sur le marché des télécommunications, et se présente comme un remplaçant de Huawei pour l'installation d'antennes 5G. Des contrats ont déjà été signés avec l'opérateur américain Verizon, pour 6,6 milliards de dollars, et avec des pays, dont le Canada et la Corée.

### Dalles LCD, LED et AMOLED
La seconde division du groupe, Samsung Display, s'occupe de la production de dalles LCD, LED et AMOLED pour la fabrication d'écrans d'ordinateurs, de téléphones, de téléviseurs. Samsung est leader mondial du secteur. Cette activité a représenté 19,34 % des ventes du groupe en 2010, avec 172 millions de dalles vendues. Mais Samsung doit faire face à une baisse des prix. Le 26 décembre 2011, Samsung Electronics annonce qu'elle rachète les parts de Sony dans leur coentreprise de fabrication de dalle LCD S-LCD créée en avril 2004 pour 1 008 milliards de wons (671 millions d'euros),,.
Fournisseur exclusif des écrans pour l'iPhone X, après le premier trimestre 2018 et les ventes très moyennes du téléphone, Samsung revoit ses chiffres à la baisse. Néanmoins, l'entreprise reste leader, avec 57,8 % du marché global des écrans pour smartphones quant au chiffre d’affaires, mais également une part de marché de 93,3 % sur les écrans OLED pour smartphone entre juillet et septembre 2018.
Avec la nouvelle technologie de lecture d'empreinte digitale placée sous l'écran, Samsung envisage désormais de proposer des téléphones au grand public à écran total.

### Digital Media
La troisième activité est l'électronique grand public, Digital Media, c'est-à-dire les écrans plats, les réfrigérateurs, les appareils photos, les imprimantes. Là aussi, le secteur très concurrentiel pèse sur la rentabilité de l'activité, qui a représenté 37 % du chiffre d'affaires 2010, mais seulement 2,8 % du bénéfice opérationnel du groupe.

### Semi-conducteurs
La quatrième activité du groupe sont les semi-conducteurs, où Samsung est numéro un mondial devant Intel depuis 2018 avec une croissance de presque 50 %. La spécialisation de Samsung se situe dans les mémoires (DRAM et flash), où elle est leader mondial avec plus de 50 % des parts de marché. Le segment mémoires représente les deux tiers du secteur des semi-conducteurs. Cette activité, qui représente 24,3 % du chiffre d'affaires, a assuré en 2010 58 % du bénéfice opérationnel du groupe et permet de financer les investissements de l'ensemble du groupe.
En 2023, le groupe est le principal contributeur d'un financement privé de 230 milliards de dollars visant à créer en Corée du Sud le plus grand centre de production de semi-conducteurs au monde.

### Autres activités
Samsung Electronics a décidé début 2011 d'élargir son périmètre d'activités aux énergies propres.  

## Produits

### Smartphones
- Galaxy Z
- Galaxy S
- Galaxy A
- Galaxy M
- Galaxy Xcover

D'autres gammes de la marque, moins connues existent aussi, comme la gamme On, ou encore des gammes abandonnées par Samsung comme les gammes J, X, Y (2019) et récemment la gamme Galaxy Note (2021) qui fut reprise par les modèles Ultra de la Gamme S à partir du S21 Ultra.

#### Smartphone pliant
Samsung présente son idée de smartphone pliant en 2012, peu après l'annonce de son nouveau Galaxy S III. Depuis, de nombreux brevets ont été déposés par la marque sur des dizaines de systèmes différents de pliage. En 2017, le directeur de Samsung Mobile, DJ Koh, annonce que le smartphone pliant ne sortira pas en 2017, comme certains médias l'annonçaient, mais serait lancé l'année suivante.
Le Galaxy Fold est présenté le 20 février 2019, en même temps que le Galaxy S10. Il aurait dû sortir en début d'année 2019 en très petite quantité à un prix de 2 020 € pour 512 Go, mais sa date de sortie est repoussée à la suite de problèmes d'écran rapportés par les médias ayant reçu le téléphone. Une présentation des nouveautés a lieu durant l'été 2019 et la version corrigée sort le 18 septembre 2019.
Il est probable que le problème vienne d'une partie de l'écran ressemblant à un film protecteur, et qui a été retirée par les testeurs. Si certains, comme le youtubeur Marques Brownlee, ont reconnu l'avoir enlevée, d'autres médias nient ce fait. Dans le même temps, le Huawei Mate X, le smartphone pliant de Huawei, a lui aussi été repoussé pour « éviter de faire les mêmes erreurs que Samsung ».

### Tablettes
- Galaxy Tab
- Galaxy Tab S
- Galaxy Tab A
- Galaxy View
- Galaxy Book

### Montres
Il existe différentes gammes de montres connectées Samsung, qui sont :
- Gear ;
- Galaxy Watch ;
- Galaxy Watch Active ;
- Galaxy Fit.

### Autres
Samsung commercialise aussi : des SmartTV, des réfrigérateurs, des lave-linge, des lave-vaisselle, des climatiseurs, des ordinateurs portables, des ampoules connectées, des écrans d'ordinateur, des voitures (uniquement en Corée du Sud), des aspirateurs robots, des batteries externes, des SSD, des cartes micro SD, etc.

### Samsung Glass
Servant principalement de compléments pour les activités sportives et pouvant être reliées aux appareils mobiles, ces lunettes connectées grâce à un système de câbles et dotées d'écouteurs et de verres transparents, permettent d'écouter de la musique, d'effectuer des appels ou encore de calculer des performances sportives. Ces lunettes connectées de Samsung seraient encore en cours de développement, mais certains détails auraient circulé, notamment un logo[source insuffisante].

## Services

### Samsung Pay
Samsung Pay est un service de payement sans contact pour smartphone utilisant la technologie NFC. Il est disponible en France depuis la fin du second semestre 2018. Il peut aussi être utilisé sur les montres connectées de la marque.

### Samsung Health
Samsung Health, anciennement « S Health », est une application gratuite développée par Samsung qui mesure l'activité physique de l'utilisateur. L'application est installée par défaut sur la plupart des téléphones et montres connectées de la marque.

### Samsung Internet
Samsung Internet est un navigateur web pour téléphone, tablettes et montres connectées développé par Samsung et préinstallé sur la plupart de ses appareils Samsung Galaxy. En 2018, Samsung Internet possède 2,8 % des parts de marché des navigateurs web en France et 11,1 % sur smartphone, ce qui le place troisième navigateur le plus utilisé sur mobile en France, après Chrome et Safari.

### Bixby
Bixby est un assistant virtuel développé par Samsung et annoncé le 29 mars 2017 en même temps que le Galaxy S8. Il est disponible sur la plupart des téléphones, tablettes, montres connectées, téléviseurs, lave-linge, lave-vaisselle, aspirateurs et réfrigérateurs de la marque connectés, et peut commander les appareils compatibles grâce à l'application SmartThings. Un projet d'enceinte connectée utilisant Bixby est annoncé en 2018, le Samsung Galaxy Home, mais le produit ne sort qu'en version réduite, limitée au marché sud-coréen, l'année suivante.

### SmartThings
SmartThings est une application, rachetée par Samsung en 2014, servant à gérer les appareils dans une maison connectée, tels que des lampes connectées, téléviseurs intelligents, aspirateurs robots, thermostats, et autres appareils de l'Internet des objets compatibles.

## Localisation

### Asie

#### Corée du Sud
Dans la ville de Suwon en Corée du Sud, surnommée « Samsung City », 40 000 employés travaillent pour Samsung Electronics.
Dans la ville de Gumi se trouve une usine d'assemblage de téléphones portables et de tablettes,.
Les usines de Giheung, Hwaseong, Pyeongtaek et Onyang fabriquent des semi-conducteurs. En février 2020 est inaugurée V1, l'une des deux lignes de production de l'usine de Hwaseong, qui est la première du groupe à pouvoir graver des puces d'une finesse de 7 nm. Une finesse de gravure de 3 nm est visée à terme pour cette ligne de production.

#### Chine
Samsung est arrivé en Chine en 1992 et y compte 45 000 employés. Ce chiffre représente 19 % des salariés de Samsung.
- Shenzhen Samsung Kejian Mobile Telecommunication Technology à Longhua. Environ 500 ouvriers. Propriété de Samsung à hauteur de 60 %. Production principale : téléphones portables.
- Huizhou Samsung Electronics Co, environ 10 000 ouvriers. Propriété de Samsung à 99 %. Produit surtout des lecteurs MP3/MP4, des enceintes et des lecteurs DVD.
- Tianjin Samsung Mobile Display (TSMD), environ 3 500 ouvriers. Propriété de Samsung à 95 %. Produit essentiellement des écrans pour mobiles.
- Xi'an.
- Suzhou : La ville compte trois sites de production, un site destiné à l'assemblage d'ordinateurs portables (Samsung Electronics Suzhou Computer) dont la fermeture est prévue en août 2020[62], un site de fabrication de semi-conducteurs (Samsung Electronics Suzhou Semiconductor), un site de fabrication de dalles LCD (Samsung Suzhou LCD)[63] et un site de fabrication d'appareils électroménagers (Suzhou Samsung Electronics).

#### Inde
- Sriperumbudur (près de Chennai) : assemblage d'appareils électroménagers[64].
- Noida : assemblage de téléphones portables[65].

#### Viêt Nam
- Bắc Ninh : assemblage de téléphones portables[66].
- Thái Nguyên.

### Afrique

#### Algérie
- Rouiba : montage de téléphones portables[67].

### Amérique

#### Brésil
- Manaus au Brésil (Amazonie) emploie 6 000 personnes. Elle produit des télévisions et des smartphones Samsung pour toute l'Amérique latine.

#### États-Unis
- Austin (Texas) : usine de fabrication de semi-conducteurs[68].
- Newberry (Caroline du Sud) : usine de fabrication d'électroménager ouverte en 2018[69].

### Europe

#### France

##### Samsung Electronics France (filiale commerciale)
Fondée par une association entre Christian Paillot et Samsung Corée en 1988, Samsung Electronics France emploie 300 personnes. Le chiffre d'affaires en 2007 était de trois milliards de dollars.
Samsung détient en France la première place en volume du marché du micro-ondes. Depuis le 10 septembre 2010, Samsung est redevenu numéro un des ventes de téléphones portables en France. En 2013, le fabricant coréen domine les ventes en France avec une part de marché à hauteur de 50 %.
Le 26 février 2013, les associations Peuples Solidaires, Sherpa et INDECOSA-CGT, déposent plainte contre Samsung Electronics France. Cette plainte constitue une première en France et en Europe. À la suite de la publication d'une enquête de l'ONG China Labor Watch révélant les conditions de travail des ouvriers dans les usines en Chine, Samsung France est accusé de « pratique commerciale trompeuse », en communiquant sur des engagements éthiques qu'elle ne respecte pas,. À la suite de cette plainte, une enquête préliminaire est ouverte le 8 juillet 2013. Alors que la plainte est classée sans suite en décembre 2014, la CGT et l'ONG Sherpa continuent leur action et citent à comparaître Samsung Monde et Samsung Electronics France devant le tribunal de Bobigny le 17 décembre 2015 pour pratiques commerciales trompeuses.

##### Samsung Opto-Electronics France
La société filiale de Hanwha Techwin Europe Limited (Anciennement) Samsung, Techwin, est principalement active dans le secteur des appareils photo numériques destinés au grand public, et codéveloppe avec Pentax des reflex numériques. Le capteur C-MOS du GX-20 et du K-20D (Pentax) est le résultat d'un développement et une réalisation 100 % Samsung. Samsung Opto-Electronics France est numéro trois en volume pour 2007 (derrière Panasonic et Sony).
Cette branche a été intégrée à Samsung Electronics France à compter du 1er mai 2008.

#### Royaume-Uni
En 2004, Samsung Electronics ferme l'usine de Billingham qui fabriquait des micro-ondes et des écrans d'ordinateur. Cette fermeture entraine 425 licenciements.

### Espagne
En 2004, Samsung Electronics ferme son usine catalane située à Palau-solità i Plegamans. Ce site produisait des lecteurs DVD. La fermeture a entrainé 434 licenciements.

## Finances

### Actionnaires
En décembre 2020, la capitalisation de Samsung Electronics à la Bourse de Corée est de 494 trilliards de wons, soit environ 456 milliards de dollars, ce qui en fait la treizième entreprise par capitalisation dans le monde, derrière Apple, Microsoft, Amazon, mais devant LVMH, PayPal ou Netflix.
Du fait de sa structure de conglomérat, les entreprises du Groupe Samsung se possèdent entre elles : Samsung Life et Samsung C&T sont les deuxième et troisième actionnaires de Samsung Electronics, avec un total de 13,5 % du capital. Appelée « chaebol » en Corée du Sud, cette organisation permet une gouvernance commune des diverses activités du groupe – ici, par la famille de Lee Kun-hee –, et une répartition des bénéfices entre les sociétés membres,. D'autres investisseurs possèdent également des parts dans Samsung Electronics : 44 % des actions sont gérées par des institutions financières, 37 % par des particuliers, et 14 % par des compagnies publiques. Le premier actionnaire de Samsung Electronics est le Service National des Pensions de Corée, premier fonds d'investissements coréen, qui gère les épargnes retraite du pays,.
Les actions de Samsung sont évaluées comme étant légèrement surcotées, avec un ratio PEGY de 1,5 en 2020. La rentabilité annuelle est de 47 %, supérieure à celle de Microsoft et Facebook – respectivement 41 % et 38 %, –, mais reste loin derrière celle d'Apple, à 84 %. Les dividendes sont cependant plus élevés que ceux des GAFAM, en moyenne à 1,92 %. D'après plusieurs experts, ces caractéristiques font de l'entreprise un fonds d'investissement stable et rentable, et prédisent des augmentations du capital pouvant atteindre 50 % à la fin de 2021, notamment grâce au bannissement de Huawei aux États-Unis et au développement de nouveaux marchés, dont ceux de la 5G et des smartphones pliables.

### Résultats
Le modèle d'affaires de Samsung Electronics est principalement basé sur la vente de matériel électronique – smartphones, téléviseurs, accessoires connectés, etc. – et la fabrication de composants pour les entreprises concurrentes – disques durs, mémoire vive, appareils photo numériques, etc. Les revenus de la firme sont donc répartis entre ses quatre divisions principales : Samsung Mobile, pour la vente de smartphones, d'appareils de l'internet des objets et l'installation d'infrastructures de télécommunications, dont la 5G ; Samsung Semiconductor, pour la fabrication et la vente de semi-conducteurs à des entreprises concurrentes et au grand-public ; la branche d'électronique grand-public, pour la fabrication et la vente de téléviseurs, réfrigérateurs, robots ménagers, etc. ; et Samsung Display, pour la fabrication et la vente de dalles AMOLED, principalement utilisées par les smartphones, dont ceux d'Apple et de Huawei,.
Du fait de cette diversité, les revenus de Samsung Electronics sont restés stables entre 2012 et 2018, entre 200 trilliards de wons de chiffre d'affaires en 2015 pour 26 trilliards de bénéfices, et 244 trilliards en 2018 pour un bénéfice de 59 trilliards. Grâce à sa position de fabricant et de vendeur, en 2019, les faibles ventes des Galaxy S9 sont compensées par les revenus générés par les iPhone X, qui utilisent un écran OLED de Samsung Display. En plus des écrans, l'entreprise fournit d'autres composants dont la mémoire vive ou les puces aux smartphones d'Apple. Ainsi, d'après plusieurs estimations, chaque iPhone X vendu rapporterait environ 110 $ à Samsung,.

## Résultats et parts de marché
Au deuxième trimestre 2013, Samsung Electronics annonce un bénéfice de 7 770 milliards de wons soit l'équivalent de 5,26 milliards d'euros. Un bénéfice qui est en hausse de 50 % par rapport à celui du deuxième trimestre 2012. Quant au chiffre d'affaires, il s'établit à 57 460 milliards de wons soit près de 39 milliards d'euros. Soit une hausse de 20,7 % en comparaison de celui du deuxième trimestre 2012. Ces progressions sont notamment dues aux ventes du Galaxy S4 et de composants.[réf. nécessaire]
Au deuxième trimestre 2018, Samsung Electronics annonce un bénéfice de 18 000 milliards de wons, soit l'équivalent de 18 milliards d'euros. La marque réalise 2 670 milliards de wons de chiffre d'exploitation, soit l'équivalent de 2,05 milliards d'euros. C'est une forte baisse par rapport au second trimestre 2018 où l'entreprise avait généré 23 milliards d'euros de bénéfices et 5,8 milliards de chiffre d'exploitation. L'entreprise pointe notamment la concurrence toujours plus forte des constructeurs chinois comme Huawei, mais également les ventes des Galaxy S9 et Galaxy S9+ pas à la hauteur de leurs prédécesseurs. Néanmoins, la marque reste numéro[Quoi ?] quant aux ventes de smartphone, devant Huawei et Apple, avec une part de marché d'environ 20,4 % pour environ 73 millions d'appareils vendus, une baisse d'environ 10 % par rapport à l'année précédente.
En juillet 2020, les bénéfices de Samsung augmentent pendant le confinement lié au virus Covid-19. En effet, des millions de personnes ont été obligées de travailler depuis leur domicile ce qui a provoqué une augmentation de la demande de puces informatiques et forcé les centres de données à augmenter leur capacité.

## Communication

### Logos
|                                                                                       |
| Logo de Samsung Electronics utilisé à partir de 1969 jusqu'à son remplacement en 1979 |

|                                                                                       |
| Logo de Samsung Electronics utilisé à partir de 1980 jusqu'à son remplacement en 1992 |

|                                                                                       |
| Logo de Samsung Electronics utilisé à partir de 1993 jusqu'à son remplacement en 2015 |

|                                                         |
| Logo actuel de Samsung Electronics, utilisé depuis 2015 |

### Publicité
L'agence de communication Cheil Worldwide, filiale du Groupe Samsung, est chargée de la communication de l'entreprise. Au total, elle a réalisé plusieurs centaines de publicités pour Samsung, dont la campagne « Be You », pour les Galaxy A, ou encore les campagnes annuelles des flagships de la marque – dont celle des Galaxy Note 10 et du Galaxy S8.

### Samsung Store
Pour présenter et vendre leurs produits, Samsung a ouvert plusieurs « Samsung Stores » dont quatre en France.
En 2018, Samsung a inauguré un Samsung Store sur l'avenue des Champs-Élysées où il est possible, pendant un an, de venir découvrir la marque et ses produits, sans, cependant, les acheter. Ce magasin a, comme prévu, fermé durant l'été 2019.

## Litiges et scandales

### Travail d'enfants par des sous-traitants chinois
Une enquête menée en 2012 par l'ONG China Labor Watch révèle un travail massif d'enfants chez les sous-traitants de Samsung en Chine, ainsi que des violations de règles de sécurité.

### Conditions de travail au Brésil
La justice brésilienne intente un procès à Samsung en 2013 à propos des conditions de travail « déplorables » dans ses usines implantées au Brésil. Des journées de 15 heures, le manque de sièges dans la ligne d'assemblage, l’absence de pauses et de congés et des situations de harcèlement sont les principales raisons de cette mise en cause. Selon les autorités, un travailleur n'a que 65 secondes pour assembler une télévision et 6 secondes pour emballer un téléphone mobile,.

### Politique antisyndicale
En décembre 2019, le président de Samsung Electronics, Lee Sang-hoon, et son vice-président et directeur général, Kang Kyung-hoon, sont condamnés à dix-huit mois de prison pour la répression antisyndicale qu’ils ont exercée alors qu’ils étaient à la tête de l'entreprise. Vingt-six autres cadres ont également été condamnés. La justice les a reconnus coupables de plusieurs violations du droit du travail, comme celle d’avoir ordonné le licenciement ou la baisse du salaire des employés souhaitant se syndiquer. Ces condamnations, encore impensables quelques années auparavant, ont été permises par l'évolution des mentalités et les changements institutionnels dus à la « révolution des bougies » de 2016.
« Pour éviter d’être accusé de conditions de travail abusives, licenciez les principaux leaders avant le lancement d’un syndicat », conseillait ainsi un document interne, daté de 2012, censé familiariser l’encadrement avec les méthodes de « domination » des salariés : menaces, insultes, punition, entretien d’un climat de peur, etc. L’enquête a également démontré que des abus graves de la hiérarchie avaient conduit à un suicide en 2013. Pour fragiliser les salariés, des recherches sur la vie privée ont également été menées afin de connaître, par exemple, leur niveau d’endettement. Cette logique prévalait sur toute la chaîne d’approvisionnement, puisque la direction de Samsung a volontairement fait couler plusieurs sous-traitants dont elle jugeait les taux de syndicalisation trop élevés.

### Obsolescence programmée
Le 26 avril 2018, à propos de machines à laver défectueuses, la Cour suprême du Canada a autorisé l'association Option consommateurs à représenter les consommateurs canadiens afin d’exercer un recours collectif contre Samsung Electronics Canada Inc. et Samsung Electronics Co. Ltd. Le but est de dédommager les propriétaires de laveuses, qui seraient susceptibles d’exploser. Selon la requête, une vibration très importante peut amener le couvercle de la machine à sauter.
En 2019, la durée de vie d'un lave-linge Samsung n'est que de 3,8 ans. L'association Halte à l'obsolescence programmée et Murfy, une entreprise spécialisée dans la réparation des électroménagers, questionnent notamment « l’intentionnalité de l’irréparabilité », tant les pièces de rechange qui permettraient de réparer ces appareils sont rendues inaccessibles et chères par le fabricant.

### Galaxy Note 7
Le 31 août 2016, Samsung annonce la suspension de la production des Galaxy Note 7 pour procéder à des tests supplémentaires sur le produit. Cette décision arrive après que de nombreux cas d'explosion du téléphone ont été reportés. Le 2 septembre 2016, Samsung annonce la suspension des ventes et un programme mondial d'échange pour échanger leur Note 7 défectueux contre un autre Note 7, un Galaxy S7 ou S7 edge (la différence de prix serait alors remboursée). Le 1er septembre 2016, Samsung annonce avoir trouvé 35 problèmes différents liés à la batterie ayant causé l'explosion de 0,2 % du volume total de téléphones vendus.
Le 11 octobre 2016, Samsung annonce l'arrêt définitif de la production du Note 7 pour protéger les consommateurs d'une potentielle nouvelle explosion. Trois jours plus tard, le Note 7 est banni dans tous les avions, même éteint.
En conséquence, l'action de Samsung a chuté de huit points à la Bourse de Séoul et les pertes de la marque sont estimées à neuf milliards d'euros en plus de l'impact négatif sur l'image de la marque.

### Galaxy Fold
Le 20 février 2019, Samsung a présenté le Galaxy Fold, son premier smartphone pliable lors de l'événement Unpacked de la gamme Galaxy S10. Mais après quelques heures de tests, l'écran du smartphone de plusieurs journalistes américains a cessé de fonctionner, dont celui du youtubeur Marques Brownlee. Samsung a donc été contraint de rappeler tous les appareils, de retarder la date de lancement et d'annuler certaines précommandes. Le problème serait dû au film de protection d'écran qui, pouvant être retiré trop facilement, endommage l'appareil, mais Samsung n'a pas confirmé cette théorie.
Samsung a depuis corrigé ces problèmes et l'appareil a été commercialisé dans sa version définitive.